# LIVE for LIFE 〜狼たちの夜〜
「LIVE for LIFE 〜狼たちの夜〜」（リブ・フォー・ライフ おおかみたちのよる）は、愛美の2枚目のシングル。2011年11月2日にポニーキャニオンから発売された。

## 概要
前作「天使のCLOVER」から約7ヵ月ぶりのリリースであり、2011年2作目のシングル。
表題曲「LIVE for LIFE 〜狼たちの夜〜」は、アサウラによるライトノベルを原作としたテレビアニメ『ベン・トー』のオープニングテーマとして作詞・作曲され、そのまま同作に起用された。自身のシングル表題曲がテレビアニメの主題歌に起用されるのは前作「天使のCLOVER」から2作連続。カップリング曲の「このまま、ずっと」は、PlayStation Portableゲーム『ヴァイスシュヴァルツ ポータブル』のエンディングテーマに起用された。自身の楽曲がゲーム作品の主題歌に起用されるのは初。
ジャケットデザインは前作とは雰囲気を変えたものになっており、撮影時は自身の好きな楽曲を流しながら撮影を行ったと語っている。また、公の場でのフルバージョンの初歌唱披露は2011年9月18日に開催された『烏田高校・丸富大学付属高校合同文化祭』である。
本作の発売を記念したイベントが2011年11月3日、11月5日、11月6日にそれぞれタワーレコード新宿店、ラオックスミュージックボックス、アニメイト池袋本店で開催された。内容はミニライブ、握手会、サイン会、チェキ撮影が行われた。

### 主な記録
2011年11月14日付のオリコン週間シングルチャートで30位を獲得し、自己最高順位を更新した。初動売上は0.3万枚を記録し、前作から約0.2万枚増加した。デイリーチャートでは11月4日付で最高位の19位を獲得した。
2011年11月14日付のBillboard JAPAN Hot Singles Salesで29位、Billboard Hot Animationで13位を獲得した。

## 批評
CDジャーナルは、「アッパーロックサウンドであり、メリハリのあるキャッチーなボーカルが魅力的である。」と評した。

## 収録曲
1. LIVE for LIFE 〜狼たちの夜〜
作詞：松村龍二、作曲・編曲：佐々倉有吾
  - テレビアニメ『ベン・トー』オープニングテーマ

詞は『ベン・トー』の原作小説のストーリーを忠実に反映させたものとなっている[2]。同作のテレビアニメ版で主人公の声を演じた声優の下野紘もこの曲を、楽曲を聞くと劇中で行われているバトルシーンが思い浮かぶような曲であると評している[5]。
愛美はこの曲について、かっこいい曲であり、自身が普段、ロック曲を聴く事が多かったため、レコーディングでは唄いやすかったと語っている[8]。『ベン・トー』のテレビアニメ版の監督を務めた板垣によれば、発注時の要望は「テンポと抑揚と元気があり、社会人がカラオケで堂々と歌えるようなアニメソング」というものであったという[1]。
2. このまま、ずっと
作詞：FLAT5th Rico、作曲・編曲：木村秀彬
  - PlayStation Portableゲーム『ヴァイスシュヴァルツ ポータブル』エンディングテーマ
3. 強引ハニー
作詞：愛美、作曲・編曲：佐々倉有吾
4. LIVE for LIFE 〜狼たちの夜〜（Instrumental）
5. このまま、ずっと（Instrumental）